# بازی ویدئویی فامیلی گای!
بازی ویدئویی مرد خانواده! (به انگلیسی: Family Guy Video Game!) یک بازی ویدئویی اکنش-ماجراجویی است که بر اساس سریال مرد خانواده ساخته شده‌است. این بازی در ۳ نوامبر ۲۰۰۶ منتشر شد.